# Supercalifragilisticexpialidocious

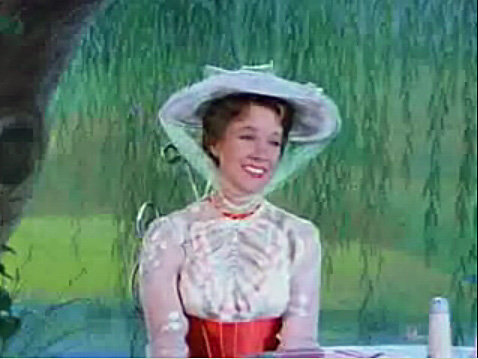
Julie Andrews în Mary Poppins

Supercalifragilisticexpialidocious este titlul unui cântec din filmul musical Mary Poppins distribuit pe ecrane în 1964. Acest cuvânt englez de 34 de litere este un cuvânt fermecat, o formulă magică, care îi ajută pe cei care îl pronunță să iasă din situații dificile. 

## Origine și semnificație
Conform afirmațiilor lui Richard M. Sherman, co-autor al cântecului împreună cu fratele său, Robert B. Sherman, cuvântul a fost creat în tinerețea lor.  Într-un episod din Disney Family Album, în care se povestea carierelor celor frați, Richard Sherman afirma, „ne amintim acest minunat cuvânt din copilăria noastră”.
Într-un interviu din 2007, Sherman a indicat că varianta finală a cuvântului a fost stabilită de cei doi autori în timpul celor două sâptămâni dedicate scrierii muzicii și textului cântecului, indicând doar că originile cuvântului se află în timpul copilăriei lor dedicată „invențiilor lingvistice.” 
Explicația rădăcinilor cuvintelor au fost explicate de Richard Lederer, în cartea sa Crazy English, astfel, super- „deasupra”, cali- „frumusețe”, fragilistic- „delicat”, expiali- „a ispăși”, și -docious „educabil.”  Într-o traducere aproximativă, cuvântul ar însemna „Ispășind pentru educabilitate printr-o frumusețe delicată.”   Conform scenariului și acțiunii filmului, cuvântul „este folosit atunci cand cineva nu are nimic de spus.”